# Hanna Żudziewicz
Hanna Żudziewicz-Jeschke (ur. 15 lipca 1991 w Zielonej Górze) – polska tancerka reprezentująca najwyższą klasę taneczną „S” w tańcach standardowych i latynoamerykańskich.

## Życiorys
Wychowała się w Zielonej Górze wraz z dwoma braćmi. Ukończyła naukę w V Liceum Ogólnokształcącym im. Krzysztofa Kieślowskiego w Zielonej Górze. Studiowała w Wyższej Szkole Trenerów Sportu.
Kiedy miała sześć lat, rozpoczęła treningi tańca towarzyskiego. Jej partnerami tanecznymi byli m.in. Maciej Ciurys, Mateusz Szostek i Dariusz Mycka, z którym zajęła m.in. pierwsze miejsce na turnieju tańca Singapore Millennium 2008 w Singapurze (w kat. Youth Open Standard) oraz drugie miejsce na Mistrzostwach Polski w Tańcach Standardowych w Brzegu Dolnym w 2009 roku. Jej kolejnymi partnerami byli: Rares Cojoc z Rumunii oraz Artem Bronnikow z Rosji, jej kolejnym partnerem tanecznym został Jacek Jeschke, z którym wygrała m.in. prestiżowy turniej Blackpool Dance Festival 2011 i Mistrzostwa Świata w Tańcach Standardowych 2011, oba w kategorii „do 21. roku życia”.
Jesienią 2014 zadebiutowała jako trenerka tańca w programie Dancing with the Stars. Taniec z gwiazdami emitowanym w telewizji Polsat. Jej partnerami w konkursie byli: Mateusz Banasiuk, Marcin Najman, Izuagbe Ugonoh, Robert Wabich, Robert Koszucki, Adam Małczyk, Sylwester Wilk, Piotr Mróz, Filip Chajzer i Filip Bobek. W parze z Wabichem i z Mrozem wygrała finał szóstego i dwunastego sezonu programu.
Wystąpiła gościnnie w serialu Pierwsza miłość (2014) w telewizji Polsat. Jesienią 2018 w parze z Jackiem Jeschke została półfinalistką pierwszej edycji programu World of Dance Polska.

### Życie prywatne
Była w związku z tancerzem Artemem Bronnikowem. W 2024 poślubiła tancerza Jacka  Jeschke, z którym ma córkę Różę (ur. 6 października 2022).